# Vic-Bilh

Le Vic-Bilh [vik bij] est une région de Gascogne située sur les reliefs pré-pyrénéens à l'intérieur du coude de l'Adour entre Rivière-Basse et Tursan, face à l'Armagnac. Jusqu'à la Révolution, son nom est associé à l'un des archidiaconés du diocèse de Lescar.

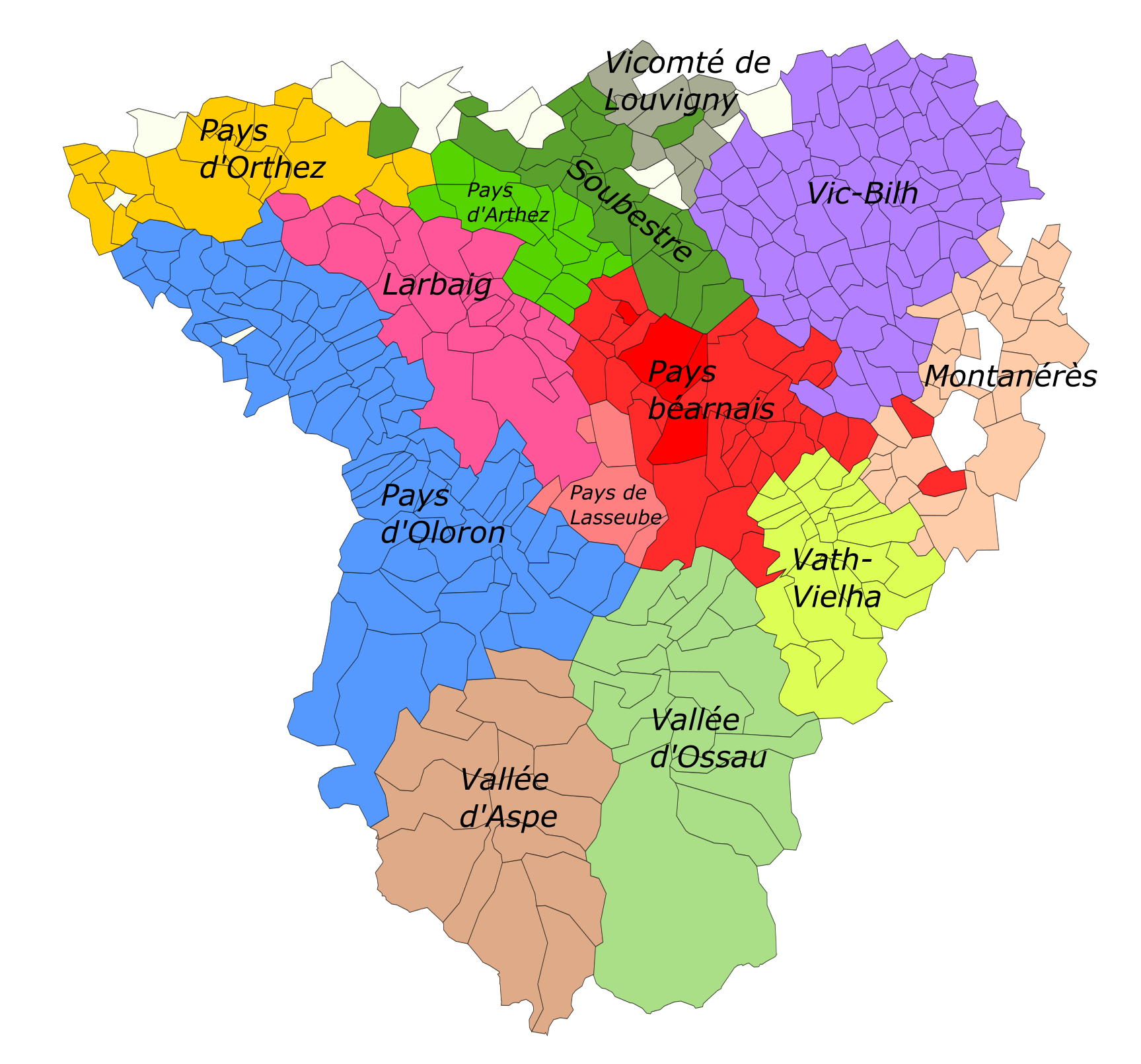
Les régions historiques du Béarn.

## Géographie
Indissociable du vignoble de madiran (à cheval sur les départements du Gers, des Hautes-Pyrénées et des Pyrénées-Atlantiques), le Vic-Bilh couvre le nord-est du Béarn et donc des Pyrénées-Atlantiques, à savoir approximativement les cantons de Lembeye, de Thèze et de Garlin. On lui adjoint parfois le Montanérès.
D'après Paul Raymond, le Vic-Bilh serait délimité par une ligne qui passerait par Limendous, Espéchède, Ouillon, Higuères-Souye, Anos, Saint-Armou, Thèze et la limite des arrondissements de Pau et Orthez.

## Toponymie
Son nom, du latin vicus vetullus, signifie « le vieux pays » en béarnais (prononcé /bik bilj/, en français /vik bij/).
Le toponyme Vic-Bilh apparaît sous les formes :
- Vicus-Vetulus et Bigvilium (respectivement Xe et XIe siècles[1], cartulaire de l'abbaye de Saint-Pé[2]) ;
- Archidiaconatus de Bigbilh (1101[1], cartulaire de Lescar[3]) ;
- Bicbielh et Bicbilh (XIe – XIVe siècle[4], Anciens Fors) ;
- Bigbilius (1170[1], titres de Barcelone[5]) ;
- le parsan de Vic-Vielh (1487[1], registre des Établissements de Béarn[6]) ;
- Vic-Bielh, Viit-Bilh, Vic-Vil et Vig-Bilh (respectivement 1540[1], 1542[1], 1547[1] et 1548[1], réformation de Béarn[7]) ;
- Vicbilh (le) (1863, dictionnaire topographique Béarn-Pays basque[1]).

En gascon dont béarnais, Bic et Vic se prononcent de la même façon, comme B et V en espagnol.

## Histoire
Dans son dictionnaire (réédition), Vastin Lespy rapporte que le vic est une division du pays de Béarn au XIIIe siècle : le vicomte Gaston de Béarn a divisé le Béarn en dix-sept Vics (dont les vallées d’Aspe et d’Ossau, un Vic chacune) parmi lesquels le Vic-Bilh.
Le même dictionnaire de Vastin Lespy note aussi (au mot : parsaa, parsan) que vers 1548, Henri II (roi de Navarre) avait divisé le Béarn en six « parsans » ; un des chefs-lieux étant Morlaàs. 
Paul Raymond note que l'archidiaconé de Vic-Bilh, qui dépendait de l'évêché de Lescar et dont Lembeye était le chef-lieu, comprenait les communes suivantes :
canton de Lembeye
Anoye, Arricau, Arrosès, Aurions-Idernes, Bassillon-Vauzé, Bordes, Cadillon, Castillon, Corbère-Abères-Domengeux, Coslédaà-Lube-Boast, Crouseilles, Escurès, Gayon, Gerderest, Lalongue, Lannecaube-Meillac, Lasserre, Lembeye, Lespielle-Germenaud-Lannegrasse, Lussagnet-Lusson, Maspie-Lalonquère-Juillacq, Monassut-Audiracq, Moncaup, Monpezat-Bétrac, Peyrelongue-Abos, Samsons-Lion, Séméacq-Blachon et Simacourbe.
canton de Garlin
Aubous, Aydie, Baliracq-Maumusson, Burosse-Mendousse, Castetpugon, Conchez-de-Béarn, Diusse, Garlin, Mascaraàs-Haron, Moncla, Mont, Mouhous, Portet, Ribarrouy, Saint-Jean-Poudge, Tadousse-Ussau, Taron-Sadirac-Viellenave et Vialer.
canton de Morlaàs
Abère, Andoins, Anos, Arrien, Barinque, Bernadets, Buros, Escoubès, Espéchède, Gabaston, Higuères-Souye, Maucor, Montardon, Morlaàs, Ouillon, Riupeyrous, Saint-Armou, Saint-Castin, Saint-Jammes, Saint-Laurent-Bretagne, Sedzère, Sendets et Serres-Morlaàs.
canton de Thèze
Argelos, Astis, Auga, Auriac, Carrère, Claracq, Doumy, Garlède-Mondebat, Lalonquette, Lasclaveries, Lème, Miossens-Lanusse, Navailles-Angos, Sévignacq, Thèze et Viven.
Indice de la pérennité de l'entité et du nom Vic-Bilh, les deux quotidiens L'Éclair des Pyrénées et La République des Pyrénées maintiennent une rubrique (page) « Morlaàs & Vic-Bilh » parmi sept rubriques dédiées chacune à une partie du Béarn.

## Économie
Son économie est principalement agricole et la viticulture y tient une place de choix grâce aux appellations d'origines contrôlées (AOC) madiran (rouge) et pacherenc-du-vic-bilh (blanc), qui font partie des plus anciennes AOC du vignoble de Gascogne. 
Du pétrole a été découvert en 1979 dans quelques communes et est exploité depuis.

### Vignobles madiran et pacherenc du Vic-Bilh
Les vignerons s’organisent pour la création des AOC madiran et pacherenc-du-vic-bilh, par décret du 10 juillet 1948, qui indique notamment les communes concernées par l’aire de production. 
- département des Basses-Pyrénées (devenu Pyrénées-Atlantiques) : Arricau-Bordes, Arrosès, Aubous, Aurions-Idernes, Aydie, Bétracq, Burosse-Mendousse, Cadillon, Castetpugon, Castillon (près de Lembeye), Conchez-du-Béarn, Corbère-Abères, Crouseilles, Diusse, Escurès, Gayon, Lasserre, Lembeye, Mascaraàs-Haron, Moncaup, Moncla, Monpezat, Mont-Disse, Portet, Saint-Jean-Poudge, Séméacq-Blachon, Tadousse-Ussau et Vialer ;
- département des Hautes-Pyrénées : Castelnau-Rivière-Basse, Hagedet, Lascazères, Madiran, Saint-Lanne et Soublecause ;
- département du Gers (département) : Cannet, Maumusson.

Les dénominations dans des décrets ultérieurs tiennent compte de fusion(s) de communes, mais voient le maintien des communes citées en 1948, ainsi que l’addition de la commune de Viella (Gers). Les communes des Pyrénées-Atlantiques sont situées dans les ex-cantons de chef-lieu Lembeye ou Garlin.

### Concession pétrolière du Vic-Bilh
Le gisement de Vic-Bilh a été découvert en 1979 par ESSO REP et SNEA(P). La concession d’hydrocarbures liquides ou gazeux de « Vic-Bilh » qui couvre 54,5 km2 a été accordée à la SNEA(P) (Société nationale Elf-Aquitaine (production)) et à la société ESSO le 1er février 1984 pour une durée de 50 ans. Elle est  exploitée par la société Vermilion REP depuis janvier 2012.
Depuis 1979, 49 puits ont été forés, pour des réserves estimées à 1,5 million de barils alors que la production est aujourd'hui d'environ 700 barils par jour. Les puits actifs sont situés sur les communes de Burosse-Mendousse, de Cadillon,  de Saint-Jean-Poudge, de Taron-Sadirac-Villenave et de Vialer.
Afin d'assurer dans la durée la continuité d'exploitation, la société Vermilion a fait une demande de modification de la concession, l'enquête publique s'est conclue favorablement en mars 2018.

## Lieux et monuments
Le patrimoine du Vic-Bilh comporte essentiellement des églises romanes et des châteaux construits à partir du XIVe siècle. S'ajoute un patrimoine rural composé de fontaines, lavoirs, pigeonniers et d'un moulin à Lespielle. L'architecture des maisons traditionnelles se caractérise par des toits en forte pente couverts de tuiles plates, de lucarnes-frontons et de génoises. Les constructions en dur utilisent les matériaux locaux, terres et galets. Plus anciennement, la période romaine a laissé quelques traces, comme des villas de l'Antiquité Tardive. 

### Patrimoine archéologique
Le Vic-Bilh a été, comme le reste de l'Aquitaine, marqué par le développement lors de l'Antiquité Tardive de grandes villas aristocratiques. Ont été fouillées celles de Taron-Sadirac-Viellenave et de Lalonquette. Le site de cette dernière est visitable.

### Patrimoine civil
Les châteaux sont plutôt des manoirs hissés au rang de château par leur taille ou leur architecture. Les origines sont anciennes, souvent du XIVe siècle. Leur forme actuelle date — pour les mieux conservés — principalement des XVIe et XVIIe siècles, souvent modifiée au XVIIIe et XIXe siècles. Ces châteaux privés peuvent être entourés de parcs, dépendances et pigeonniers. Deux châteaux, Mascaraas-Haron et Arricau-Borde sont des monuments historiques, plusieurs sont aujourd'hui au cœur de domaines viticoles (Crouseilles, Gayon, Aydie, Diusse, notamment).

### Patrimoine religieux
Les églises sont riches en vestiges romans et en mobilier baroque. Ces sanctuaires souvent modestes, érigés dès le XIe siècle, dévoilent un décor sculpté original. Trois d'entre elles sont des monuments historiques, à Diusse, Mascaraas-Haron et Lasserre. L'église de Taron-Sadirac-Villenave est bâtie sur une ancienne villa gallo-romaine et comporte des éléments remontant au Xe siècle.

### Patrimoine rural
Symboles d'une époque sans eau courante, le Vic-Bilh compte de nombreuses fontaines, la commune de Moncaup en totalisant 12, des lavoirs, très souvent du XIXe siècle. Il subsiste en activité un moulin du XIVe siècle à Lespielle.